# 独石仔洞穴遗址
22°21′09″N 111°52′17″E / 22.35250°N 111.87139°E
独石仔洞穴遗址位于中国广东省阳江市阳春市，是旧石器时代至新石器时代的古文化遗址，2013年被列为第七批全国重点文物保护单位。
独石仔洞穴遗址距阳春县城30公里，位于一座高约50米的石灰岩孤峰脚下，洞口高出附近地面2米，距漠阳江水面10米。洞体为裂隙廊道，长40米，宽2至6米，面积约200平方米。1960年，广东省博物馆考古普查发现该遗址。1964年和1973年先后两次对其进行试掘。1978年广东省博物馆与湛江地区博物馆组成的考古发掘队又进行了一次发掘。先后共获得石制品四百多件、动物化石千余件。遗址共有三个文化层，各文化层从下而上有继承发展的关系，同属一个文化系统。独石仔遗址是广东古人类文化遗物比较丰富的洞穴遗址，代表了华南较晚期古人类文化的一个阶段。
- 手斧形器，新石器时代早期，独石仔遗址出土
- 石器，新石器时代早期，独石仔遗址出土